# Ermanno Aebi
Ermanno Aebi (ur. 13 stycznia 1892 w Mediolanie, zm. 22 listopada 1976 tamże) – włoski piłkarz, który występował na pozycji napastnika i pomocnika.
W wieku 18 lat został piłkarzem Interu Mediolan, dla którego zdobył 106 bramek. Z drużyną tą zdobył pierwsze i drugie scudetto w historii klubu (1910, 1920). W barwach Interu zadebiutował 10 kwietnia 1910 w wygranym 7:2 domowym meczu z Torino Calcio.
Aebi był pierwszym oriundi grającym dla włoskiej reprezentacji. Zadebiutował 18 stycznia 1920 w meczu przeciwko Francji. Zagrał dwa razy i strzelił trzy bramki.